# Cayo Caimán Grande
Cayo Caimán Grande es una isla cubana del archipiélago de Sabana-Camagüey parte del subgrupo conocido como Sección Camagüey en el océano Atlántico, que pertenece administrativamente a la provincia de Villa Clara, en la República de Cuba y se localiza en las coordenadas geográficas 22°41′12″N 78°53′04″O / 22.68667, -78.88444 360 kilómetros al este de la capital La Habana No debe confundirse con la isla Gran Caimán en el territorio británico de las Islas Caimán.